# Meillac
Meillac (bret. Melieg) – miejscowość i gmina we Francji, w regionie Bretania, w departamencie Ille-et-Vilaine.
Według danych na rok 1990 gminę zamieszkiwało 1380 osób, a gęstość zaludnienia wynosiła 43 osoby/km² (wśród 1269 gmin Bretanii Meillac plasuje się na 455. miejscu pod względem liczby ludności, natomiast pod względem powierzchni na miejscu 243.).